# Sheila Jasanoff
Sheila Sen Jasanoff (Calcutta, 1944) è una docente indiana-statunitense, ricercatrice importante nel campo degli studi sulla scienza e la tecnologia. Nel 2021 è stata eletta nella società filosofica americana. Ha ricevuto numerosi premi tra cui nel 2022 il Premio Holberg "per la sua ricerca pionieristica negli studi scientifici e tecnologici".

## Biografia
Jasanoff è nata a Calcutta nel 1944 e ha vissuto a Ballygunge con la sua famiglia. Si è trasferita a Bombay nel 1954 con i suoi familiari e lì ha vissuto per due anni prima di andare negli Stati Uniti.
Ha frequentato il Radcliffe College, dove ha studiato matematica conseguendo la laurea nel 1964. Ha poi studiato linguistica, ottenendo il master presso l'Università di Bonn (allora parte della Germania occidentale). È tornata nel 1973 ad Harvard per completare un dottorato di ricerca in linguistica sulla grammatica della lingua bengalese, spiegando perché il bengalese non condivideva aveva aspetti differenti dalle lingue indo-ariane orientali come l'assamese e l'odia.
Ha completato il suo JD presso la Harvard Law School nel 1976. Ha praticato diritto ambientale a Boston dal 1976 al 1978. Lei e suo marito hanno poi accettato incarichi presso la Cornell University, dove ha spostato la sua attenzione sugli studi scientifici e tecnologici. Nel 1998, Jasanoff è entrata a far parte della John F. Kennedy School of Government dell'Università di Harvard prima come professore di politiche pubbliche e dal 2002 come professore di studi scientifici e tecnologici.

### Lavoro
Ad Harvard Jasanoff ha fondato e dirige il programma su scienza, tecnologia e società. La sua ricerca si concentra sulla scienza e lo stato nelle società democratiche contemporanee. Il suo lavoro è rilevante per gli studi scientifici e tecnologici, la politica comparata, il diritto e la società, l'antropologia politica e giuridica, la sociologia e l'analisi politica. La ricerca di Jasanoff ha una notevole ampiezza empirica, che abbraccia gli Stati Uniti, il Regno Unito, la Germania, l'Unione Europea e l'India, così come per il clima e la biotecnologia.
Parte del lavoro di Jasanoff dimostra come la cultura politica di diverse società democratiche influenzi il modo in cui si valutano le prove e le competenze nel processo decisionale. Il suo primo libro (con Brickman e Ilgen), Controlling Chemicals (1985), esamina la regolamentazione delle sostanze tossiche negli Stati Uniti, in Germania e nel Regno Unito.  Il libro ha mostrato come le routine del processo decisionale in questi paesi riflettano diverse concezioni di ciò che conta come prova e di come le competenze dovrebbero operare in un contesto politico. In Designs on Nature: Science and Democracy in Europe and the United States (2005), ha mostrato come diverse società utilizzino diverse modalità di ragionamento pubblico quando prendono decisioni che coinvolgono scienza e tecnologia.  Queste differenze, che in parte riflettono distinte "epistemologie civiche", sono profondamente radicate nelle istituzioni e danno forma al modo in cui le questioni politiche sono inquadrate ed elaborate dalla macchina burocratica degli stati moderni.
Jasanoff ha anche contribuito alla borsa di studio sull'interazione tra scienza e diritto. Science at the Bar (1995), ad esempio, è andato oltre le diagnosi prevalenti di incompatibilità strutturali tra scienza e diritto per esplorare come queste istituzioni socialmente integrate interagiscono e, in una certa misura, si costituiscono reciprocamente.  Il concetto di scienza normativa, condotta allo scopo di soddisfare gli standard legalmente imposti, e le attività di tracciamento dei "confini" dei comitati consultivi scientifici, sono analizzate in The Fifth Branch (1990). Più di recente, ha esplorato l'"ascesa della vittima statistica" negli illeciti tossici, poiché la legge con il suo orientamento individualistico ha incontrato sempre più, e ha cercato modi per accogliere, la visione statistica di campi come l'epidemiologia. Nel suo lavoro su scienza e diritto, così come nella sua ricerca sulla scienza nello stato, adotta un approccio che collega idee di diritto costituzionale, teoria politica e studi scientifici per considerare il ruolo "costituzionale" della scienza nei moderni stati democratici.
Jasanoff ha considerato la politica della scienza non solo in un contesto comparativo ma anche globale. Gli esempi includono il suo lavoro sugli aspetti transnazionali del disastro di Bhopal (Learning from Disaster 1994);  la sua ricerca sulla formazione e la politica di organi consultivi scientifici globali come il Gruppo intergovernativo sui cambiamenti climatici; e la sua ricerca sui movimenti ambientalisti nazionali e globali (ad esempio, Earthy Politics, 2004).
Jasanoff ha anche contribuito a rendere popolare e perfezionare gli studi scientifici e tecnologici come settore.  Prima di trasferirsi ad Harvard, è stata la presidente fondatrice del Dipartimento di studi scientifici e tecnologici presso la Cornell University. È anche la fondatrice del Science and Democracy Network, un gruppo di studiosi interessati allo studio della scienza e dello stato nelle società democratiche che si riunisce ogni anno dal 2002. La sua ricerca è stata riconosciuta con numerosi premi, tra cui il 2004 Bernal Prize della Society for Social Studies of Science,  una Guggenheim Fellowship e il Premio Albert O. Hirschman 2018 del Social Science Research Council. Nel marzo 2022 le è stato conferito il Premio Holberg 2022 "per la sua ricerca pionieristica negli studi scientifici e tecnologici".

## Vita privata
È sposata con Jay H. Jasanoff, e ha due figli, Maya Jasanoff, professore nel Dipartimento di Storia ad Harvard, e Alan Jasanoff, professore nel Dipartimento di Ingegneria Biologica al MIT.